# Dwayne Jarrett
Dwayne Jarrett (11 de setembro de 1986, New Brunswick, Nova Jérsei) é um ex-jogador de futebol americano que atuava na posição de wide receiver na National Football League (NFL). Na faculdade, ele jogou pela Universidade do Sul da Califórnia. Como profissional, ele atuou pelo po quatro anos Carolina Panthers.

## Início da carreira
Jarrett estudou na New Brunswick High School em New Brunswick, New Jersey. Jarrett também jogou no All-American Bowl do Exército dos EUA em 2004. Ele foi eleito a Escolha Ofensiva do Ano de Nova Jersey como lateral sênior e lateral defensivo. Como sênior, marcou 26 touchdowns (com três desses touchdowns vindo da vitória do título estadual de New Brunswick por 21-14), incluindo cinco em 15 como retornador de punt (para uma média de retorno de 48 jardas). Ele também jogou basquete no colégio.

## Carreira universitária
Jarrett frequentou a Universidade do Sul da Califórnia, onde jogou pelo time de futebol americano USC Trojans, do técnico Pete Carroll, de 2004 a 2006. Ele foi um All-American consensual do time principal em 2005 e um All-American unânime do time principal em 2006. Ele foi o líder de todos os tempos da USC em recepções com 216 e o líder de todos os tempos da Pacific-10 Conference em recepções de touchdown com 41.